# Ruvoli
 (mai 2014).
Le Ruvoli est un ruisseau du département Haute-Corse de la région Corse et un affluent droit du Travo.

## Géographie
D'une longueur de 12,7 kilomètres, le Ruvoli prend sa source sur la commune de Solaro à l'altitude 1 630 mètres, au lieu-dit Bocca d'Asinau (1 675 m), près de la Punta Muvrareccia (1 899 m). Dans sa partie haute, il s'appelle aussi, pour Géoporatil, le ruisseau de Cipitosa puis le ruisseau d'Asinao.
Il coule globalement du sud vers le nord.
Il conflue sur la commune de Solaro, à l'altitude 115 mètres, près du lieu-dit Cardiccia.

### Commune et canton traversés
Dans le seul département de la Haute-Corse, le Ruvoli traverse la seule commune de Solaro (source et confluence).
Soit en termes de cantons, le Ruvoli prend source et conflue dans le seul canton de Prunelli-di-Fiumorbo, dans l'arrondissement de Corte.

### Bassin versant
Le Ruvoli traverse une seule zone hydrographique dite « le Travo » (Y951) de 130 km2 de superficie. Ce bassin versant est constitué à 94,98 % de « forêts et milieux semi-naturels », à 2,79 % de « territoires agricoles », à 2,34 % de « territoires artificialisés ».

### Organisme gestionnaire
L'organisme gestionnaire est le Comité de bassin de Corse.

## Affluents
Le Ruvoli a trois affluents référencés :
- le ruisseau de Felcia (rd[note 1]), 1,6 km, sur la seule commune de Solaro.
- le ruisseau du Saltu (rd), 3,3 km, sur la seule commune de Solaro avec un affluent :
  - le ruisseau Tassacio (rd), 1,2 km sur la seule commune de Solaro.
- le ruisseau de Castagnolu (rd), 2 km sur la seule commune de Solaro.

### Rang de Strahler
Donc son rang de Strahler est de trois.